# Первое правительство Клауса
Первое правительство Вацлава Клауса (чеш. První vláda Václava Klause) — 8-е и последнее правительство Чешской Республики в составе ЧСФР и 1-е коалиционное правительство Чешской Республики во главе с Вацлавом Клаусом. Было приведено к присяге 2 июля 1992 года. Получило доверие парламента на заседании 14 июля.

## Общие сведения
Правительство возникло после парламентских выборов в июне 1992 года. В результате переговоров правительство пришло к консенсусу с правительством Мечиара в Словакии по вопросу распада Чехословакии. После прекращения существования ЧСФР, правительство продолжило своё существование и стало первым правительством независимой Чешской Республики.
Правительство провело ряд реформ и преобразований связанных с распадом Чехословакии, среди них было и разделение валют, в ходе которого в феврале 1993 года была на смену чехословацкой кроне пришла чешская крона.

## Состав кабинета
| Министерство (должность)                                                                                         | Имя               | Начало полномочий | Конец полномочий | Партия | Партия                  |
| Председатель Правительства                                                                                       | Вацлав Клаус      | 2 июля 1992       | 4 июля 1996      |        | ODS                     |
| Первый вице-председатель, министерство сельского хозяйства                                                       | Йосеф Люкс        | 2 июля 1992       | 4 июля 1996      |        | KDU-ČSL                 |
| Вице-председатель, Министр международных отношений (до января 1993) министерство иностранных дел (с января 1993) | Йозеф Зеленец     | 2 июля 1992       | 4 июля 1996      |        | ODS                     |
| Вице-председатель                                                                                                | Ян Калвода        | 2 июля 1992       | 4 июля 1996      |        | ODA                     |
| Министерство финансов                                                                                            | Иван Кочарник     | 2 июля 1992       | 4 июля 1996      |        | ODS                     |
| Министерство внутренних дел                                                                                      | Ян Румл           | 2 июля 1992       | 4 июля 1996      |        | ODS                     |
| Министерство труда и социальных дел                                                                              | Йиндржих Водичка  | 2 июля 1992       | 4 июля 1996      |        | ODS                     |
| Министерство экономической политики и регионального развития (до ноября 1992) Министерство экономики             | Карел Дыба        | 2 июля 1992       | 4 июля 1996      |        | ODS                     |
| Министерство здравоохранения                                                                                     | Петр Лом          | 2 июля 1992       | 23 июня 1993     |        | ODS                     |
| Министерство здравоохранения                                                                                     | Людек Рубаш       | 23 июня 1993      | 10 октября 1995  |        | ODS                     |
| Министерство здравоохранения                                                                                     | Ян Страский       | 10 октября 1995   | 4 июля 1996      |        | ODS                     |
| Министерство юстиции                                                                                             | Иржи Новак        | 2 июля 1992       | 4 июля 1996      |        | ODS                     |
| Министерство культуры                                                                                            | Йиндржих Кабат    | 2 июля 1992       | 17 января 1994   |        | KDU-ČSL                 |
| Министерство культуры                                                                                            | Павел Тигрид      | 17 января 1994    | 4 июля 1996      |        | Беспартийный от KDU-ČSL |
| Министерство промышленности и торговли                                                                           | Владимир Длоугы   | 2 июля 1992       | 4 июля 1996      |        | ODA                     |
| Министерство образования, молодёжи и физической культуры                                                         | Петр Питьга       | 2 июля 1992       | 27 апреля 1994   |        | KDS                     |
| Министерство образования, молодёжи и физической культуры                                                         | Иван Пилип        | 2 мая 1994        | 4 июля 1996      |        | KDS (позднее ODS)       |
| Министерство обороны                                                                                             | Антонин Баудыш    | 2 июля 1992       | 21 сентября 1994 |        | KDU-ČSL                 |
| Министерство обороны                                                                                             | Вилем Голань      | 21 сентября 1994  | 4 июля 1996      |        | KDU-ČSL                 |
| Министерство транспорта                                                                                          | Ян Страский       | 2 июля 1992       | 10 октября 1995  |        | ODS                     |
| Министерство транспорта                                                                                          | Владимир Будински | 10 октября 1995   | 4 июля 1996      |        | ODS                     |
| Министерство окружающей среды                                                                                    | Франтишек Бенда   | 2 июля 1992       | 4 июля 1996      |        | ODA                     |
| Министерство управления национального имущества и его приватизации                                               | Иржи Скалицки     | 2 июля 1992       | 1 июля 1996      |        | ODA                     |

### Министры без портфеля
| Министерство (должность)                                             | Имя                  | Начало полномочий | Конец полномочий | Партия | Партия  |
| Министр экономической конкуренции                                    | Станислав Белеградек | 2 июля 1992       | 4 июля 1996      |        | KDU-ČSL |
| Министр государственного контроля Министр без портфеля (с июня 1993) | Павел Братинка       | 2 июля 1992       | 4 июля 1996      |        | ODS     |